# Galleria del principe Guglielmo V
La Galleria principe Guglielmo V è una galleria d'arte sita sulla piazza Buitenhof a L'Aia che al momento condivide il suo ingresso con il museo Gevangenpoort. Si tratta della ricreazione della Galerij Prins Willem V fondata da Guglielmo V di Orange-Nassau nel 1774.
Anche se costruita nel 1774, la galleria non è stata continuamente aperta, soprattutto perché la collezione venne trafugata dai francesi 20 anni dopo l'apertura e passarono altri 20 anni prima che la maggior parte delle opere potesse essere recuperata. Nel frattempo venne aperta un'altra galleria nel vicino Huis ten Bosch e imperterrito dagli eventi, il principe Guglielmo continuò la raccolta d'arte per una nuova galleria. Dopo il recupero delle opere più importanti, nel 1815, la collezione venne nuovamente ospitata nel museo Mauritshuis e la vecchia sede venne utilizzata come magazzino. Non è stato riaperto come galleria d'arte fino al 1977.

## Galleria iniziale del 1774
La galleria originaria venne costruita secondo i desideri del principe e sotto la direzione del suo pittore di corte, Tethart Philipp Christian Haag. Haag gestì la collezione di dipinti e fu il principale consigliere del principe per l'acquisto dei dipinti. Nel 1795 la collezione venne presa dai francesi e trasferita al museo del Louvre come bottino di guerra. Con un trattato successivo molti dipinti vennero recuperati, nel 1815, ma molti rimasero a Parigi come ad esempio il ritratto di Guglielmo III d'Orange, ora nel museo di Lione.

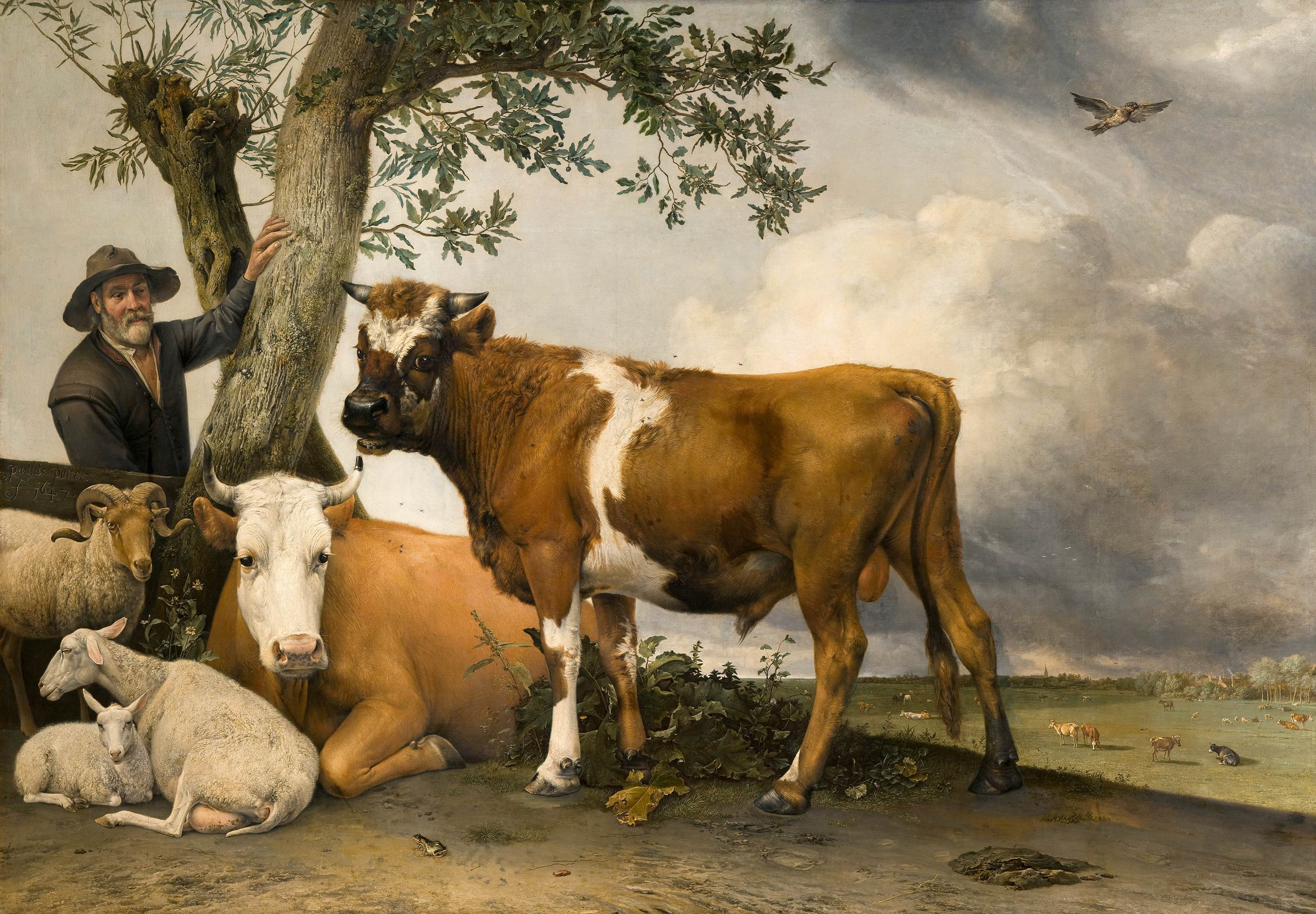
The Young Bull venne esposto al Louvre per 20 anni, tra Raffaello e Tiziano, che erano stati presi in Italia in diversi musei
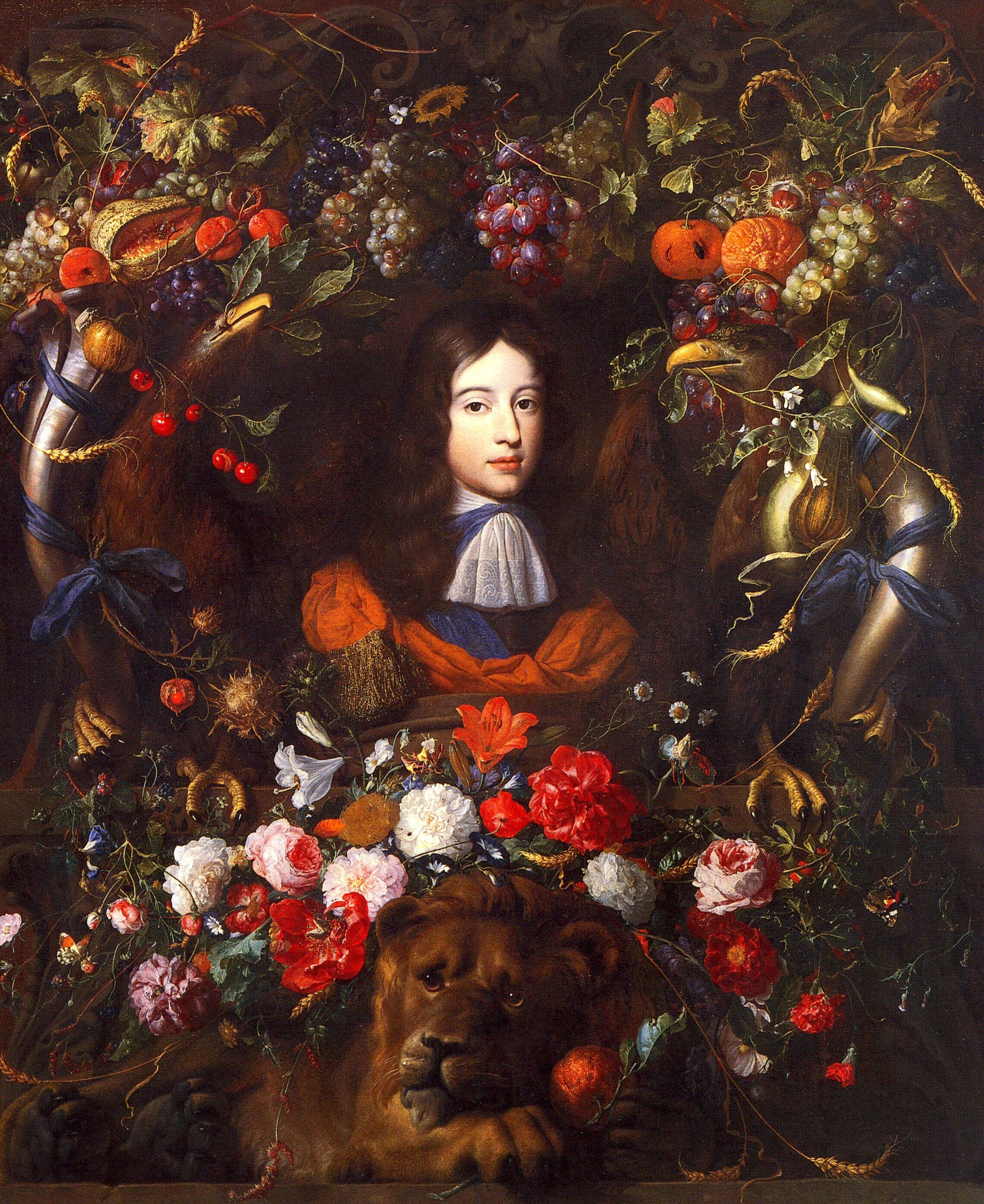
Uno dei dipinti rimasti in Francia

Alcuni dei dipinti portati in Francia e poi restituiti:
| Immagine | Titolo                                                                | Pittore                                   | Data | Mauritshuis #ID |
| -------- | --------------------------------------------------------------------- | ----------------------------------------- | ---- | --------------- |
|          | Portrait of Robert Cheeseman                                          | Hans Holbein                              | 1533 | 276             |
|          | The Garden of Eden with the Fall of Man                               | Peter Paul Rubens Jan Brueghel il Vecchio | 1617 | 253             |
|          | Portrait of Anna Wake (1605-1669)                                     | Anthony van Dyck                          | 1628 | 240             |
|          | Appelles painting Campaspe                                            | Willem van Haecht                         | 1630 | 266             |
|          | Simeon's song of praise                                               | Rembrandt                                 | 1631 | 145             |
|          | Susanna                                                               | Rembrandt                                 | 1636 | 147             |
|          | The feast of the gods at the wedding of Peleus and Thetis             | Abraham Bloemaert                         | 1638 | 17              |
|          | Choir of the Nieuwe Kerk in Delft with the tomb of William the Silent | Gerard Houckgeest                         | 1651 | 57              |
|          | Allegorical portrait of the Steyn family as scene of Diogenes         | Caesar van Everdingen                     | 1652 | 39              |
|          | The young mother                                                      | Gerrit Dou                                | 1658 | 32              |
|          | Ships on a Calm Sea                                                   | Willem van de Velde il Giovane            | 1658 | 200             |
|          | Peasants in an inn                                                    | Adriaen van Ostade                        | 1662 | 128             |
|          | A Woman Writing Music                                                 | Gabriël Metsu                             | 1663 | 94              |
|          | Flower still life with a watch                                        | Willem van Aelst                          | 1663 | 2               |
|          | Beach scene                                                           | Adriaen van de Velde                      | 1665 | 198             |
|          | Self-portrait 1669                                                    | Rembrandt                                 | 1669 | 840             |

## Galleria moderna
Dal 2010 i visitatori del museo possono vedere la galleria d'arte restaurata che può essere raggiunta attraverso una scala speciale che collega i due edifici. La collezione esposta è una ricostruzione moderna dei mobili d'arte originali del 1774 che erano situati al primo piano sopra una scuola di scherma. I dipinti, presi da varie collezioni, sono esposti in maniera affollata nello stile del tardo XVIII secolo. Ci si è sforzati di creare l'impressione di una galleria originale, piuttosto che un'accuratezza storica nella sistemazione dei quadri. Pezzi importanti della galleria, come Giovane toro di Potter si trovano altrove e la galleria stessa ha subito diversi cambiamenti dopo la riapertura del 1815. Gli acquisti effettuati per sostituire i dipinti perduti hanno fatto crescere la raccolta e nel 1822 la stessa (poi chiamata Koninklijk Kabinet van Schilderijen te 's-Gravenhage) è stata spostata nel museo Mauritshuis, che rimane il proprietario formale dei dipinti esposti. La struttura museale venne utilizzata come magazzino fino alla riapertura del museo nel 1977. Il museo è stato poi chiuso, ancora una volta, per lavori di restauro nel 1993-1994 e nel 2009.

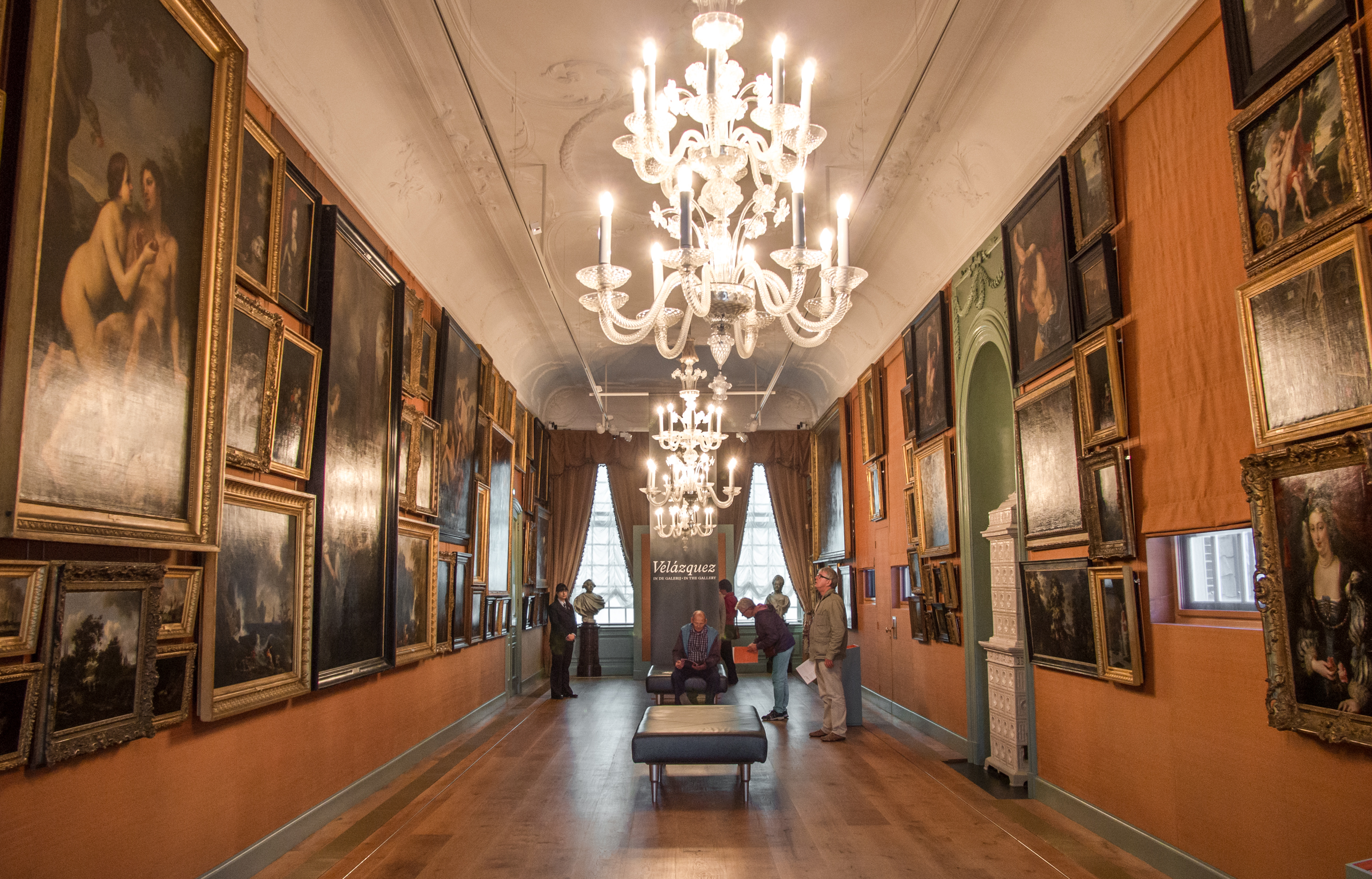
Interni della Galerij Prins Willem V.